# Crystal (Programmiersprache)
Crystal ist eine objektorientierte Programmiersprache, entwickelt von Ary Borenszweig, Juan Wajnerman, Brian Cardiff und mehr als 300 Mitwirkenden. Crystal befindet sich derzeit in aktiver Entwicklung. Es wird als Open-Source unter der Apache-Lizenz Version 2.0 veröffentlicht.

## Geschichte
Die Arbeit an der Sprache begann im Juni 2011. Ursprünglich "Joy" genannt, wurde es schnell in "Crystal" umbenannt. Der Crystal-Compiler wurde zuerst in Ruby geschrieben, aber später in Crystal umgeschrieben. Die erste offizielle Version wurde im Juni 2014 veröffentlicht. Seit Juli 2016 ist Crystal im TIOBE-Index gelistet.

## Beispiel
Ein Hello World!-Programm in Crystal:
```
puts
 
"Hello World!"

```